# Daniela L. Rus
Daniela L. Rus (Cluj-Napoca, 1963) es una roboticista rumano-estadounidense, directora del Laboratorio de Ciencias de la Computación e Inteligencia Artificial del MIT (CSAIL), y profesora Andrew y Erna Viterbi del Departamento de Ingeniería Eléctrica y Ciencias de la Computación (EECS) en el Instituto de Tecnología de Massachusetts.También es vicedecana de investigación del Stephen A. Schwarzman College of Computing del MIT.

## Trayectoria académica
Daniela Rus nació en 1963 en Rumania. En 1982 junto a sus padres, ambos científicos, emigraron a los Estados Unidos.
En 1992 recibió su doctorado en la Universidad de Cornell con la tesis Fine Motion Planning for Dexterous Manipulation Mathematics bajo la supervisión de John Hopcroft. Comenzó su carrera académica como profesora asistente, asociada y titular en el Departamento de Ciencias de la Computación en Dartmouth College antes de incorporarse al MIT.
En el Departamento de Ciencias de la Computación de Dartmouth College, Rus fundó y dirigió el Laboratorio de Robótica de Dartmouth. Actualmente es la primera mujer directora del Laboratorio de Ciencias de la Computación e Inteligencia Artificial del MIT (CSAIL) y jefa de Distributed Robotics Lab.
Es miembro de la Academia Nacional de Ingeniería (NAE) y miembro de la AAAI e IEEE. También recibió un premio NSF Career y una beca de la Fundación Alfred P. Sloan, además obtuvo la beca MacArthur en 2002. Asimismo es la directora del Centro de Investigación Conjunta Toyota-CSAIL, cuyo objetivo es el avance de la investigación de la inteligencia artificial y sus aplicaciones a los vehículos inteligentes. Es miembro visitante senior de MITRE, es miembro experto de EE. UU. para GPAI (Global Partnerships in AI), miembro de la junta de asesores de la revista Scientific American, miembro de la Junta de Innovación en Defensa, entre otras instituciones especializadas y técnicas.
Desde 2020 forma parte del Consejo de Asesores en Ciencia y Tecnología del Presidente (PCAST).
Participa activamente en la divulgación y promoción de la visibilidad de las mujeres en la Ciencia.

## Trabajo
Sus intereses de investigación incluyen la robótica, informática móvil y materia programable. Es conocida por su trabajo en robots que se reconfiguran a sí mismos, máquinas que cambian de forma, que tienen la capacidad de adaptarse a diferentes entornos alterando su estructura geométrica interna. Lo hacen por sí mismos, sin control remoto, con fines de locomoción, manipulación o detección. Daniela Rus demostró que estas máquinas auto reconfigurables podrían usarse en muchas situaciones donde los posibles obstáculos y restricciones en el movimiento nunca podrían anticiparse completamente en un software de control preprogramado (por ejemplo, exploración de aguas profundas o planetaria).

### Robótica en red, distribuida y colaborativa
La investigación de Rus se centra en el desarrollo de la ciencia de la robótica en red / distribuida / colaborativa. Su investigación responde a la pregunta: ¿cómo pueden colaborar muchas máquinas para lograr un objetivo común? Los sistemas de robots en red distribuidos constan de varios robots que están conectados por comunicación. En estos sistemas, los robots interactúan localmente con el medio ambiente.
El objetivo es que el sistema en su conjunto tenga un comportamiento global garantizado. La robótica distribuida es un área importante de la robótica, ya que aborda cómo las colecciones de robots pueden colaborar para lograr una tarea más grande de la que cada robot individual es capaz de hacer. Rus fue la pionera en poner esta área sobre una base algorítmica firme.

### Desarrollo de algoritmos
La investigación de Rus aborda el desarrollo de algoritmos que
1. permitan la colaboración;
2. emparejen estrechamente comunicación, control y percepción;
3. sean escalables y generalmente independientes del número de unidades del sistema;
4. tengan garantías demostrables. Un tema importante en este trabajo es la autoorganización: el estudio de los procesos computacionales que interactúan entre sí y con el mundo físico a través de la percepción, la comunicación y el cambio para lograr la reconfiguración del sistema en respuesta a los requisitos de la tarea y el entorno.[12]

### Distributed Robotics Lab
En el MIT CSAIL coordina el trabajo de 110 profesores y las investigaciones de 750 alumnos en campos como biología computacional, interacción máquina-humano, inteligencia artificial, machine learning o criptografía y seguridad. Además encabeza el Distributed Robotics Lab (Laboratorio de Robótica Distribuida) que lleva a cabo investigaciones sobre robots modulares y auto reconfigurables, algoritmos distribuidos y sistemas de robots autoorganizados, redes de robots y sensores para socorristas, redes de sensores móviles, robótica submarina cooperativa y robótica de escritorio.
Su laboratorio creó robots que pueden imitar una variedad de acciones similares a las de los humanos, como cuidar un jardín, bailar, cocinar galletas desde cero, cortar pasteles de cumpleaños, entre otros comportamientos. También pueden volar en enjambres sin ayuda humana para realizar funciones de vigilancia. Dirigió numerosos proyectos de investigación innovadores en las áreas de sistemas de múltiples robots y en aplicaciones para transporte, seguridad, modelado y monitoreo ambiental, exploración submarina y agricultura.

## Premios
En 2017 fue incluida en la lista de Forbes Mujeres increíbles que avanzan en la investigación de la inteligencia artificial, de igual modo fue incluida por la misma publicación en 2020 en la lista 8 mujeres líderes en el campo de la Inteligencia Artificial.
- Constellation Research Award, Business Transformation 150 (BT150) 2019
- Pioneer in Robotics and Automation Award, IEEE Robotics and Automation Society, 2018
- Woman in STEM Award, Wheaton College, 2018
- Member, American Academy of Arts and Sciences, 2017
- Robotic Industries Association: Joseph F Engelberger Robotics Award for Education, 2017[21]
- Member of the National Academy of Engineering (NAE)
- Fellow of the Association for Computing Machinery (ACM)
- Fellow of the Institute of Electrical and Electronics Engineers (IEEE)
- Fellow of the Association for the Advancement of Artificial Intelligence (AAAI)
- MacArthur Fellow, Class of 2002
- Andrew (1956) and Erna Viterbi Chair
- Curiosity Award, Cambridge Science Festival
- Best Robot Actor for Seraph, Robot Film Festival 2012

## Obras publicadas

### Libros seleccionados
- Nordlinger, Bernard; Villani, Cédric; Rus, Daniela (2020). Healthcare and Artificial Intelligence. Springer Nature. ISBN 978-3-030-32161-1.[22]
- Daniela Rus. p. 251-269. EN: Ford, Martin (2018). Architects of Intelligence: The truth about AI from the people building it. Packt Publishing Ltd. ISBN 978-1-78913-126-0.[23]
- Rus, Daniela; Singh, Sanjiv (2007). Experimental Robotics VII. Springer. ISBN 978-3-540-45118-1.[24]
- Rus, Daniela. (2001). Mobile Information Agents. Air Force Research Laboratory, Information Directorate.
- Rus, Teodor; Rus, Daniela (1993). Systems Methodology for Software. World Scientific. ISBN 978-981-02-1254-4.[25]

### Artículos en publicaciones científicas y presentaciones en conferencias
La extensa cantidad de artículos publicados en revistas arbitradas como Science, Science Robotics, Journal of Mechanisms and Robotics, etc., se encuentran disponibles en su sitio web oficial. Al igual que una abundante lista de presentaciones realizadas en conferencias arbitradas.